# 葉紹鈞
葉紹鈞（よう しょうきん、1894年10月28日 – 1988年2月16日）または葉聖陶（よう せいとう）は、中国の作家、ジャーナリスト、教育家、政治家。
聖陶はもと字であり、後に筆名としても使った。他にも多くの筆名を使用した。

## 生涯
葉紹鈞は蘇州に生まれた。中学卒業後は小学校教師の職についたり、文語の小説を書いたりしていた。
1915年から上海の商務印書館附属の小学校である尚公学校で国文を教え、かつ小学校の教科書を編集した。1923年には商務印書館の編集家として働いた。
茅盾・周作人・鄭振鐸らの文学研究会の発起人のひとりであった。
1930年代には開明書店に移った。開明書店の啓蒙雑誌『中学生』の編集長となり、また『十三経索引』(1934)を出版した。
日中戦争中は開明書店とともに四川省に移り、同じく四川省に移転していた武漢大学中文系の教授の職についた。戦後は開明書店とともに上海に戻った。
中華人民共和国が成立すると教育部副部長などの職につき、また人民教育出版社の社長をつとめた。
中国民主促進会の党員であり、1979年より副主席、1984年より主席の任にあった。

## 業績
文学者としては長編小説『倪煥之』（1929年）、初期の児童文学集である『稲草人』（「かかし」、1923年）などが知られる。『倪煥之』に竹内好の邦訳『小学教師』があるほか、いくつかの短編小説・児童文学が戦前から日本語に翻訳されている。1933年の短編「多收了三五斗」は魯迅・茅盾 編 ハロルド・アイザックス出版の英訳中国短編集『Straw sandals』に収められた。
教育者としては五四運動のころから児童の作文教育に関する論を発表し、言文一致を推進したほか、自ら国語教科書を編纂した。雑誌『中学生』に連載した『文心』（1948、夏丏尊と共著）は、理想的な国語教育のあり方を示したものである。
葉紹鈞は中華人民共和国の言語関係の政策を指導する立場にあり、呂叔湘・朱徳熙に『語法修辞講話』の連載を勧めたのは葉紹鈞と胡喬木であった。また、魏建功に『新華字典』を編纂するように指示し、その初版は葉紹鈞の人民教育出版社から出版された。